# Altenau

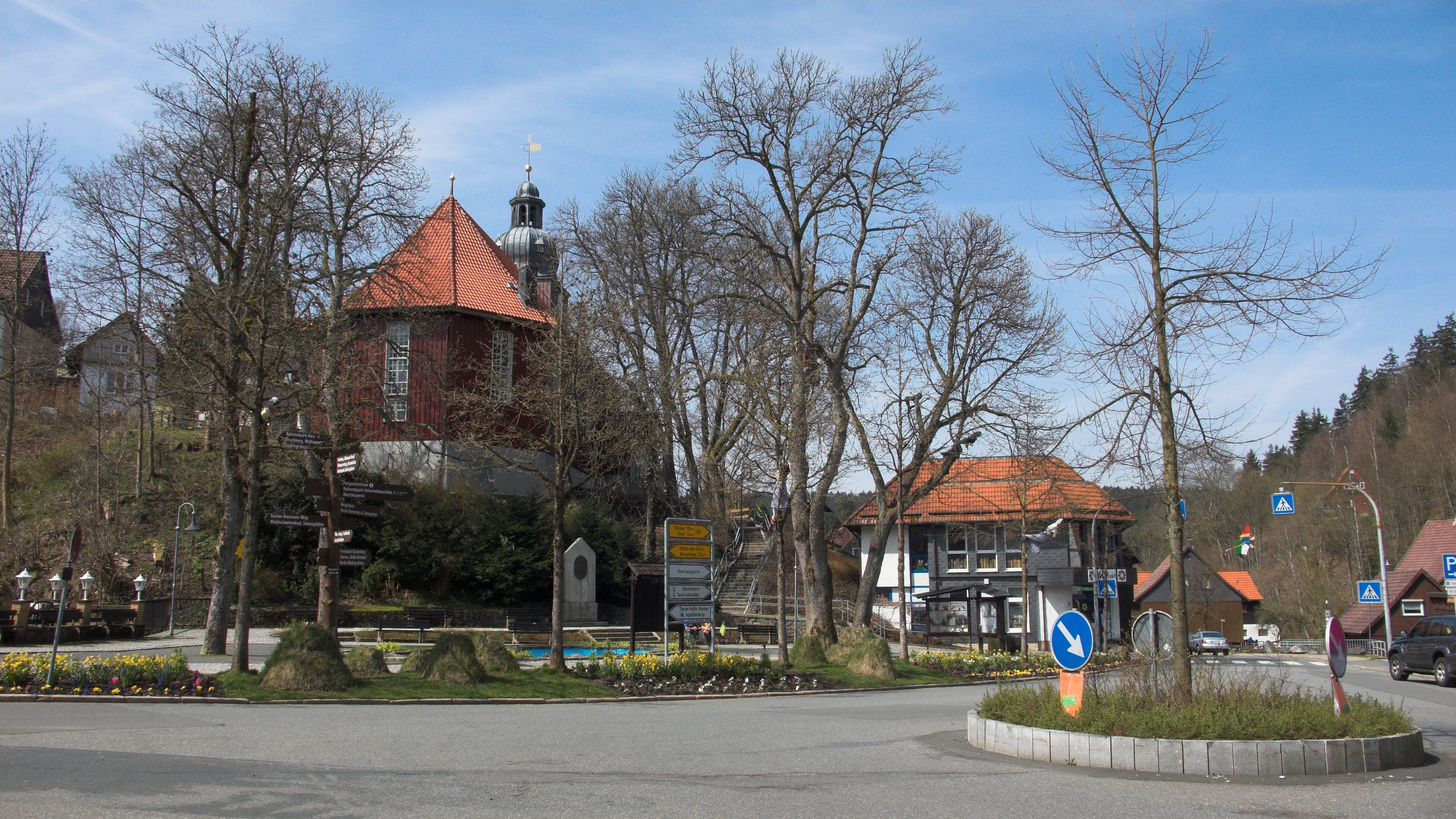
Plaza del centro de Altenau.

Altenau es una localidad alemana del estado federado de Baja Sajonia. 
Situada en el corazón de la cordillera de Harz, Altenau se localiza a sólo 12 km al este del Brocken, la montaña más alta del norte de Alemania. Altenau incluye también a la pedanía de Torfhaus.
La creación de esta localidad aconteció en la segunda mitad del siglo XVI. Desde 1617, este poblado fue declarado como una ciudad. En 1914, fue inaugurada una estación de tren de la red ferroviaria Innerstetalbahn, la cual atraviesa varias poblaciones de la región de Oberharz.